# Ängspaddspindel
Ängspaddspindel (Ozyptila trux) är en spindelart som först beskrevs av John Blackwall 1846.  Ängspaddspindel ingår i släktet Ozyptila och familjen krabbspindlar. Arten är reproducerande i Sverige. Utöver nominatformen finns också underarten O. t. devittata.

## Bildgalleri

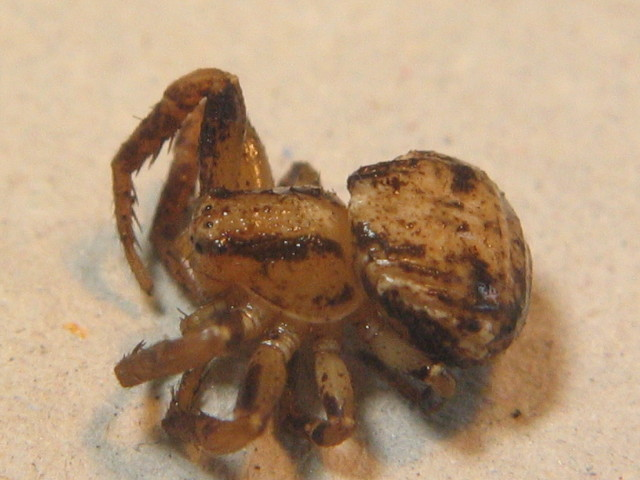
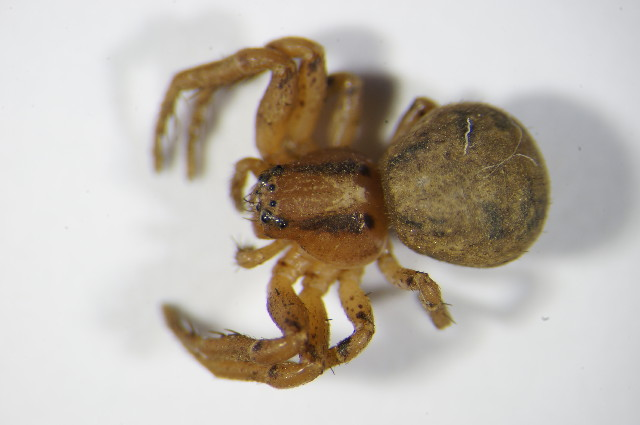
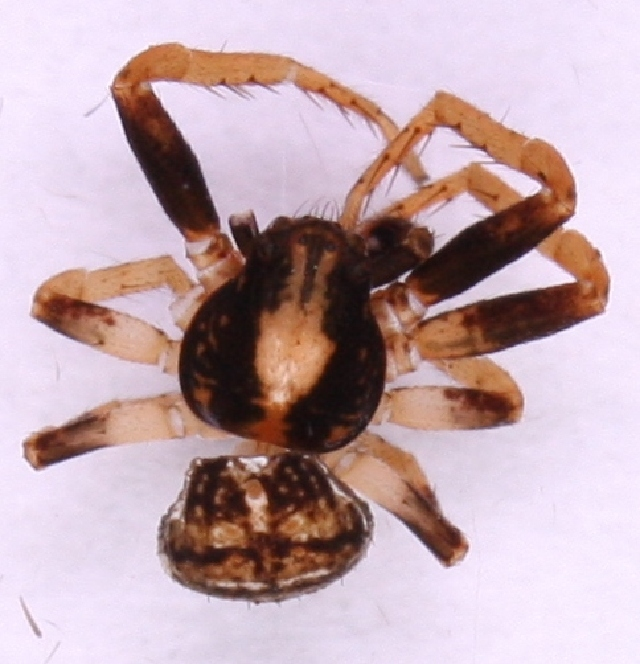